# Unnukka
Le lac Unnukka est un lac finlandais situé dans la région de Savonie du Nord en Finlande.

## Géographie
Le lac d'une superficie de 80 km2 est situé dans les communes de Leppävirta et de Varkaus. 
Alimenté par le Lac Kallavesi, il se déverse dans les rapides Ämmäkoski. 

### Source
- (fi) Ministère finlandais de l'environnement - Classement des 94 lacs finlandais de plus de 40 km2